# Discipline Global Mobile
Discipline Global Mobile (kráceně DGM) je nezávislé hudební vydavatelství, které v roce 1992 založil Robert Fripp. U tohoto vydavatelství vyšla většina kompilačních a koncertní alb skupiny King Crimson vydaných po roce 1992. Od roku 1998 zde vychází rovněž série King Crimson Collector's Club. Svá alba Zooma a The Thunderthief zde také vydal John Paul Jones.